# او از من متنفر است
او از من متنفر است (انگلیسی: She Hate Me) فیلمی آمریکایی در سبک زندگی‌نامه‌ای و کمدی-درام به کارگردانی اسپایک لی است که در سال ۲۰۰۴ منتشر شد.

## خلاصه داستان
«جان هنری آرمسترانگ» پس از افشای روابط تجاری فاسد از کار خود اخراج می‌شود. او که ناامیدانه در جستجوی کاری برای گذراندن زندگی خود است به پیشنهاد دوست دختر خود عمل کرده و…

## بازیگران
- آنتونی مکی - جان هنری آرمسترانگ
- کری واشینگتن - فاتیما گودریچ
- الن بارکین - مارگو چادویک
- مونیکا بلوچی - سیمونا بوناسرا
- جیم براون - جرونیمو آرمسترانگ
- جمال دبوز - دُک
- برایان دنهی - رئیس بیلی چرچ
- وودی هارلسون - لیلاند پاول
- بایی لینگ - اُنی
- دانیا رامیرز - الکیس گوئرو
- جان تورتورو - دان آنجلو بوناسرا
- چویتل اجیوفور - فرانک ویلز
- کیم دایرکتور - گریس
- ژاکلین لاول